# Rałowce (rejon postawski)
Rałowce (biał. Ралаўцы; ros. Раловцы) – dawny folwark. Tereny, na których leżał, znajdują się obecnie na Białorusi, w obwodzie witebski, w rejonie postawskim, w sielsowiecie Juńki.

## Historia
W czasach zaborów w granicach Imperium Rosyjskiego.
W dwudziestoleciu międzywojennym folwark leżał w Polsce, w województwie wileńskim, w powiecie duniłowickim (od 1926 postawskim), w gminie Miadzioł, a następnie w gminie Hruzdowo.
Według Powszechnego Spisu Ludności z 1921 roku zamieszkiwało tu 20 osób, 11 było wyznania rzymskokatolickiego, a 9 prawosławnego. Jednocześnie 13 mieszkańców zadeklarowało polską, a 7 białoruską przynależność narodową. Były tu 2 budynki mieszkalne. W 1931 w 12 domach zamieszkiwały 54 osoby.
Wierni należeli do parafii rzymskokatolickiej i prawosławnej w Hruzdowie. Miejscowość podlegała pod Sąd Grodzki w Postawach i Okręgowy w Wilnie; właściwy urząd pocztowy mieścił się w Hruzdowie.
W 1938 roku miejscowość należała do gromady Rałowce gminy Hruzdowo.